# 158 v.Chr.
158 v.Chr. is een jaartal volgens de christelijke jaartelling.

## Gebeurtenissen

### Italië
- In Rome worden Gaius Popillius Laenas en Marcus Aemilius Lepidus benoemd tot consul van het Imperium Romanum.

### Griekenland
- Aristaechmus wordt gekozen tot archont van Athene.

### Klein-Azië
- Attalus II van Pergamon sticht in Pamphylië, de havenstad Attaleia (huidige Antalya).

### Japan
- Keizer Kaika (158 - 98 v.Chr.) bestijgt de troon.

## Geboren
- Philo van Larissa (~158 v.Chr. - ~84 v.Chr.), Grieks filosoof
- Publius Rutilius Rufus (~158 v.Chr. - ~78 v.Chr.), Romeins consul en veldheer

## Overleden
- Kogen, keizer van Japan